# Gaekwar’s Baroda State Railways
| Gaekwar’s Baroda State Railways | Gaekwar’s Baroda State Railways |
| ------------------------------- | ------------------------------- |
| Logo der GBSR                   |                                 |
| Streckenlänge:                  | 1940: 1067 km                   |
| Spurweite:                      | 1000 und 762 mm                 |
|                                 |                                 |

Die Gaekwar’s Baroda State Railways, abgekürzt GBSR, war eine Eisenbahngesellschaft im früheren Fürstenstaat Baroda in Britisch-Indien.

## Geschichte

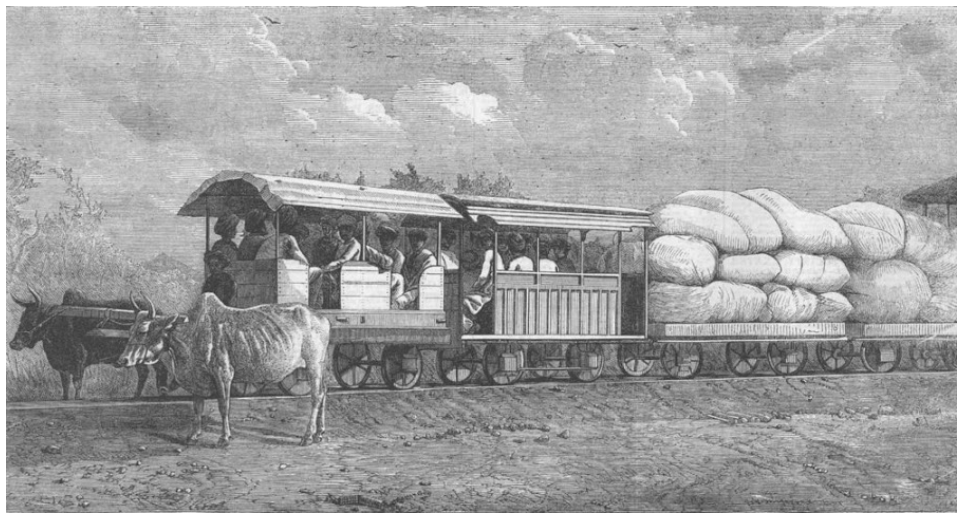
Ein von Ochsen gezogener Zug in der Nähe von Dabhoi.

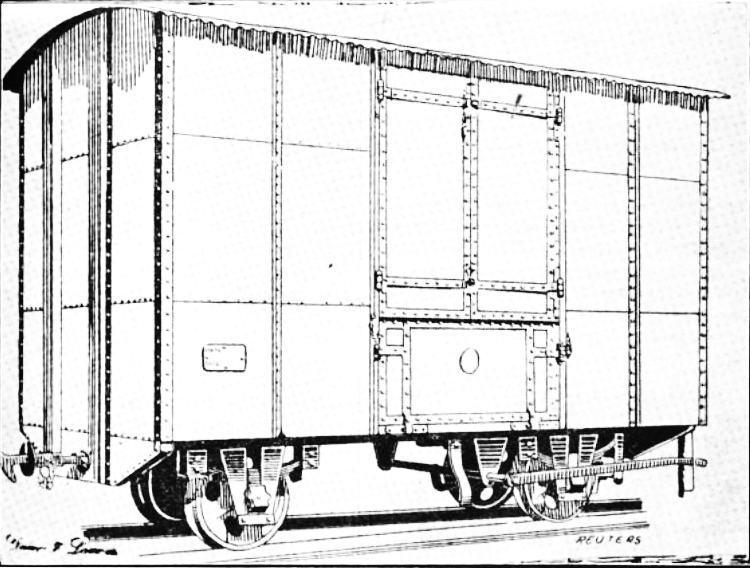
Gedeckter Güterwagen, gebaut 1910.

Die staatliche Eisenbahngesellschaft entstand am 1. Oktober 1921 durch Zusammenlegung mehrerer kleinerer Schmalspurstrecken die seit 1862 im indischen Fürstenstaat Baroda entstanden waren. Darunter die erste Schmalspurbahn die in Britisch-Indien jemals gebaut wurde und ab 1862 die Städte Dabhoi und Miyagam miteinander verband. Die Züge wurden noch bis um 1880 von Ochsen gezogen.
In der Folgezeit wurden weitere Strecken, sowohl in 762 mm Spurweite, als auch in Meterspur gebaut, wodurch ein komplexes Streckennetz mit zwei verschiedenen Spurweiten entstand. 1940 war dieses insgesamt 1067 km lang, wovon 571 km auf 762 mm Spurweite und 496 km auf Strecken in Meterspur entfielen.
Am 1. Mai 1949 erfolgte der Anschluss des Fürstenstaates Baroda an Indien und die Eingliederung in den indischen Bundesstaat Bombay. Die GBSR wurde dabei von der Bombay, Baroda and Central India Railway übernommen.

## Fahrzeuge
Die GBSR war 1936 im Besitz von 66 Lokomotiven, 3 Triebwagen, 483 Personenwagen und 1674 Güterwagen.

## Klassifizierung
Das Unternehmen wurde nach der von der indischen Regierung 1926 eingeführten Indian Railway Classification als Eisenbahn der Klasse II eingestuft.